# Gustav zu Erbach-Schönberg
Graf Gustav zu Erbach-Schönberg (* 18. März 1791 im Schlösschen Zwingenberg in Zwingenberg (Bergstraße); † 16. oder 18. Oktober 1813 in Stötteritz bei Leipzig) war ein Offizier in französischen Diensten im Rang eines Leutnants und der einzige Angehörige des Hauses Erbach, der die höchste französische Auszeichnung, das Kreuz der Ehrenlegion erhielt.

## Frühe Jahre
Graf Gustav war das fünfte Kind des preußischen Generalmajors Gustav Ernst Graf zu Erbach-Schönberg und der Henriette Christiana Gräfin zu Stolberg-Stolberg. Bereits als Heranwachsender diente er zunächst im österreichischen Heer. 1806 fiel die Grafschaft Erbach an Hessen, woraufhin er Offizier in hessischem Dienst wurde. In dieser Eigenschaft wurde seine Einheit Bestandteil der Napoleonischen  Armee. Er versah danach Dienste als Ordonnanzoffizier für den damaligen französischen General Laurent de Gouvion Saint-Cyr und später für General Louis Jean Desaix de Veygoux. Erbach-Schönberg kämpfte auch in der Schlacht bei Wagram.

## Napoleons Russlandfeldzug
Erbach-Schönberg nahm am Russlandfeldzug Napoleons teil und erreichte Moskau, auf dem Rückzug kämpfte er in der Schlacht bei Krasnoje. Bei der Schlacht an der Beresina war er als Ordonnanzoffizier für Napoleon selbst eingeteilt. Obwohl er die Schlacht überstand und ihm bereits der Übergang über den Fluss gelungen war, erhielt er den Auftrag, noch einmal die Beresina gegen die Richtung der fliehenden Franzosen zu überqueren und einen Befehl Napoleons an rückwärtige französische Einheiten zu überbringen. Erbach-Schönberg führte den Auftrag aus, danach gelang ihm abermals der Übergang über die Beresina. Für seinen Mut und seine Tapferkeit dabei wurde ihm das Kreuz der Ehrenlegion verliehen.
Am 8. Dezember 1812 erreichte er Wilna zusammen mit den Resten des Hessischen Korps. Am 5. Januar 1813 traf er in Elbing ein. Dort traf er den hessischen Kommandanten Prinz Emil von Hessen, aber es mussten ihm wegen Erfrierungen drei Finger der rechten Hand amputiert werden. Er erreichte am 23. Januar 1813 Darmstadt zusammen mit den Oberst August Ludwig von Wittgenstein. Der Großherzog Ludwig verlieh ihm das Ritterkreuz 1. Klasse des Hessischen Ludwigsordens.

## 1813
Nach der Rückkehr Napoleons berief dieser Erbach-Schönberg abermals als Offizier in die französische Armee. Er wurde Offizier im hessischen Leibregiment unter Marschall Jacques MacDonald. Bei der Völkerschlacht bei Leipzig verlor er sein Leben, als ihn am 16. oder 18. Oktober 1813 eine Kanonenkugel bei Stötteritz in das Gesicht traf. Er wurde mit anderen Gefallenen in einer Kiesgrube bei Leipzig beigesetzt.
Erbach-Schönberg blieb unverheiratet und hatte keine Nachkommen.